# Manuela Mölgg
Manuela Mölgg (Brunico, 28 agosto 1983) è un'ex sciatrice alpina italiana.
È sorella di Manfred, anche lui sciatore alpino di alto livello; a volte il loro cognome è scritto nella variante Moelgg.

## Biografia

### Carriera sciistica

#### Stagioni 1999-2009
Originaria di San Vigilio di Marebbe e specialista delle gare tecniche, gareggiava per il gruppo sciatori Fiamme gialle. Iniziò a prendere parte a gare FIS nel dicembre del 1998 e una stagione dopo esordì in Coppa Europa (l'11 febbraio 2000 all'Abetone in slalom speciale). Partecipò a due edizioni dei Mondiali juniores, Verbier 2001 e Tarvisio 2002, senza conseguire risultati di rilievo. In Coppa del Mondo esordì il 20 dicembre 2000 nello slalom speciale di Sestriere, senza qualificarsi per la seconda manche, mentre ai Campionati mondiali debuttò in occasione della rassegna iridata di Sankt Moritz 2003, chiudendo 7ª nello slalom gigante e 15ª nello slalom speciale.
Il 28 novembre 2004 conquistò il primo podio in Coppa del Mondo, nello slalom speciale di Aspen, classificandosi al secondo posto. Nella stagione successiva arrivò l'esordio olimpico: ai XX Giochi olimpici invernali di Torino 2006 fu 19ª nello slalom speciale e non concluse lo slalom gigante. Ai Mondiali di Åre 2007 si classificò 11ª nello slalom gigante e 20ª nello slalom speciale. La successiva stagione 2007-2008 fu la sua migliore in Coppa del Mondo: arrivò terza nella classifica di slalom gigante dietro alla compagna di squadra Denise Karbon e all'austriaca Elisabeth Görgl. Ai Mondiali di Val-d'Isère 2009, nella gara di slalom, dopo aver chiuso al comando la prima manche ha inforcato nella seconda a poche porte dal traguardo, perdendo così l'occasione di contendere l'oro a Maria Riesch. Non ha portato a termine nemmeno la prova di slalom gigante.

#### Stagioni 2010-2018
Il 19 dicembre 2009 ha colto a Pozza di Fassa in slalom speciale la sua seconda e ultima vittoria, nonché ultimo podio, in Coppa Europa e a ai successivi XXI Giochi olimpici invernali di Vancouver 2010 si è classificata 17ª nello slalom gigante e 11ª nello slalom speciale. Ha gareggiato in slalom gigante e in slalom speciale anche ai Mondiali di Garmisch-Partenkirchen 2011 e di Schladming 2013, classificandosi nel primo caso 6ª in entrambe le prove e nel secondo, rispettivamente, all'11º e al 25º posto. Ai Mondiali di Vail/Beaver Creek 2015 è stata 20ª nello slalom gigante e non ha completato lo slalom speciale; due anni dopo ai Mondiali di Sankt Moritz 2017, sua ultima presenza iridata, si è classificata 6ª nello slalom gigante e non ha completato lo slalom speciale.
Il 19 dicembre 2017 a Courchevel in slalom gigante è saltia per l'ultima volta in carriera sul podio in Coppa del Mondo (3ª) e ai successivi XXIII Giochi olimpici invernali di Pyeongchang 2018, suo congedo olimpico, si è classificata 8ª nello slalom gigante e 23ª nello slalom speciale. Si è ritirata al termine di quella stessa stagione 2017-2018; la sua ultima gara in Coppa del Mondo è stato lo slalom gigante di Ofterschwang del 9 marzo, dove è stata 8ª, e la sua ultima gara in carriera è stato lo slalom gigante dei Campionati mondiali militari di sci alpino 2018, il 28 marzo a Pampeago, chiuso dalla Mölgg al 9º posto.

### Altre attività
Dopo il ritiro è divenuta commentatrice sportiva dello sci alpino per la rete televisiva Eurosport.
È testimonial dell'associazione benefica Lebenshilfe.

### Vita privata
Compagna dello sciatore Werner Heel, a inizio 2021 annuncia di essere in attesa del loro primo figlio. Nel 2025 è nato invece il secondo.

## Palmarès

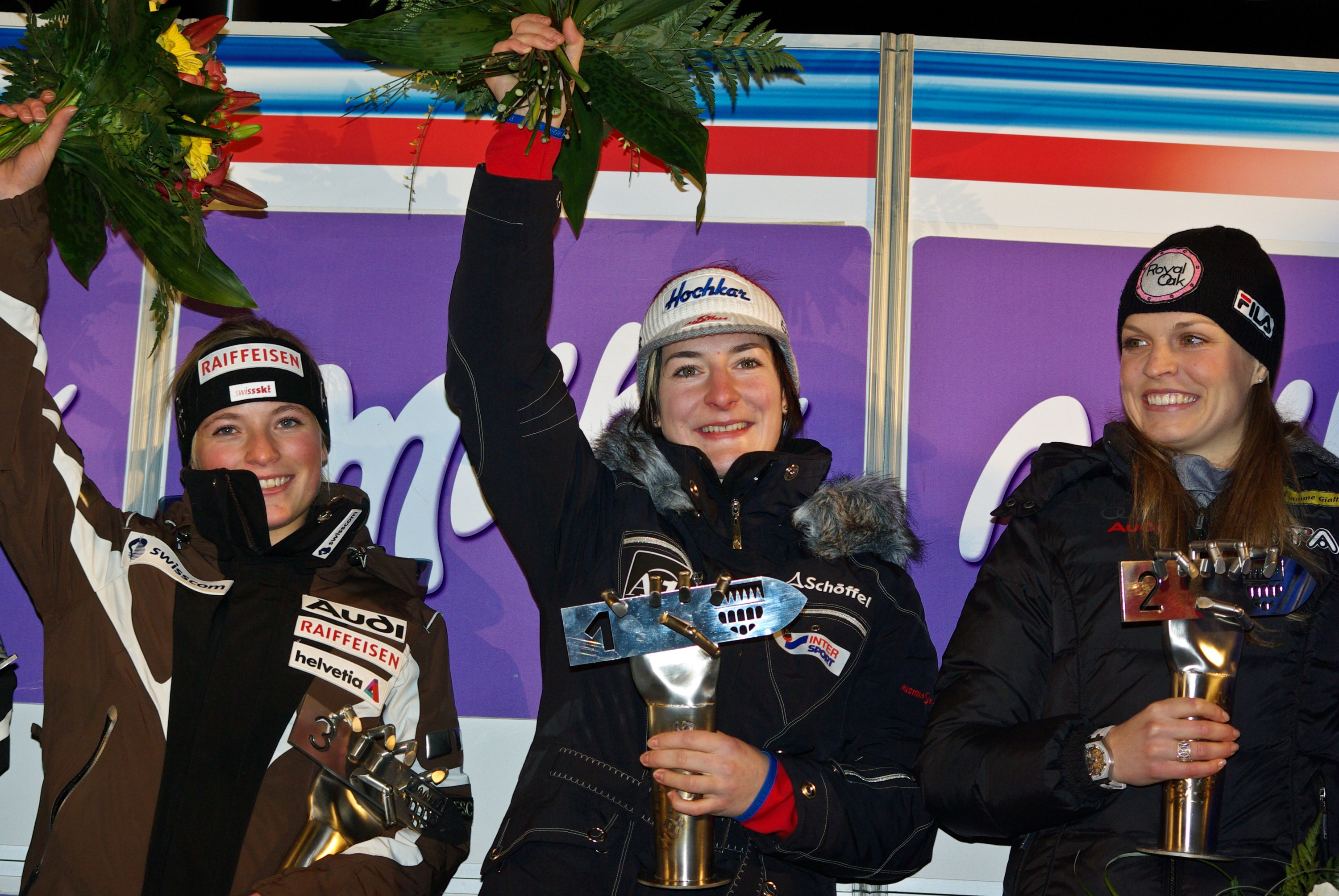
Manuela Mölgg (seconda, a destra) sul podio dello slalom gigante di Coppa del Mondo di Semmering 2008, accanto a Kathrin Zettel (prima, al centro) e Lara Gut (terza, a sinistra)

### Coppa del Mondo
- Miglior piazzamento in classifica generale: 15ª nel 2009
- 14 podi:
  - 6 secondi posti
  - 8 terzi posti

### Coppa Europa
- Miglior piazzamento in classifica generale: 52ª nel 2002
- 2 podi:
  - 2 vittorie

#### Coppa Europa - vittorie
| Data             | Località       | Paese  | Specialità |
| ---------------- | -------------- | ------ | ---------- |
| 29 gennaio 2004  | Abetone        | Italia | GS         |
| 19 dicembre 2009 | Pozza di Fassa | Italia | SL         |

Legenda:

GS = slalom gigante

SL = slalom speciale

### Campionati italiani
- 11 medaglie[10][11]:
  - 3 ori (slalom gigante nel 2002; slalom gigante, slalom speciale nel 2006)
  - 4 argenti (combinata nel 2001; slalom gigante, slalom speciale, combinata nel 2009)
  - 4 bronzi (slalom speciale nel 2002; slalom gigante, slalom speciale, combinata nel 2004)